# (73164) 2002 GL154
(73164) 2002 GL154 – planetoida z pasa głównego asteroid okrążająca Słońce w ciągu 3,68 lat w średniej odległości 2,38 j.a. Odkryta 13 kwietnia 2002 roku.